# En bordée (film, 1958)
Pour l’article homonyme, voir En bordée (film, 1931).
Pour plus de détails, voir Fiche technique et Distribution.
En bordée est un film français réalisé par Pierre Chevalier et sorti en 1958.

## Synopsis
Deux amis naviguent ensemble sur un cargo. Les douaniers montent à bord, et un complice d'un trafiquant dissimule à leur insu des stupéfiants dans un de leurs sacs après qu'il a été fouillé.

## Fiche technique
- Titre : En bordée
- Réalisation : Pierre Chevalier, assisté de Bernard Paul
- Scénario : Pierre-Gilles Veber et Serge Véber d'après la pièce « En Bordée » d'André Heuzé
- Décors : Louis Le Barbenchon
- Photographie : René Gaveau
- Montage : Jeannette Berton
- Son : Séverin Frankiel
- Musique : Jean-Paul Menjon
- Chanson : Dans la marine, paroles de L. Bousquet, musique de G. Sundy
- Lieu de tournage : Seine-Maritime[1] et studios de Boulogne
- Sociétés de production : Carmina Films, Boréal Films, Les Films Marius Bouchet
- Production :	Michel d' Olivier, Louis Bernard-Levy, Jacques Bernard-Levy, Marius Bouchet
- Directeur de production : André Labrousse
- Pays :  France
- Format :  Noir et blanc - 35 mm - Son mono
- Genre : Comédie
- Durée : 85 minutes
- Date de sortie : France - 10 septembre 1958[2]

## Distribution
- Jean Richard : Prosper Cartahu
- Philippe Clay : Bailladrisse / Yves Biadrix
- Jean-Jacques Delbo : Max
- André Gabriello : Le Bosco
- Nadine Tallier : Mugette
- Véra Valmont : Mado
- Pauline Carton : L'hôtelière
- Edmond Tamiz
- Jacques Desta
- Alice Tissot
- Piella Sorano : Mireille
- Robert Charron
- Robert Villemain
- Bob Ingarao
- Hubert Deschamps
- André Charpak
- Bernard Paul